# Jaeger-LeCoultre Reverso
Pour les articles homonymes, voir Reverso.
La Reverso est une montre emblématique de la marque horlogère helvétique Jaeger-LeCoultre créée en 1931.

## Historique

### Origine
Le concept qui allait donner naissance à la Reverso voit le jour en 1930 dans un club de polo britannique de l’Inde coloniale. César de Trey, citoyen helvétique, distributeur de montres de luxe, est alors de passage dans le pays pour affaires. À l’issue d’une partie de polo, l’un des joueurs – un officier de l’armée britannique – montre à de Trey son garde-temps à la glace brisée et le met au défi de mettre au point un modèle suffisamment robuste pour supporter les chocs occasionnés par la pratique du polo sans s’en trouver altéré.
César de Trey envisage de résoudre ce problème au moyen d'une montre réversible et confie l'étude de ce projet à Jacques-David LeCoultre avec lequel il entretenait déjà de nombreuses relations d'affaires. La Manufacture Le Coultre n'ayant, à l'époque, que peu d'expérience dans la fabrication de boîtiers, Jacques-David Lecoultre se tourne vers son partenaire parisien Edmond Jaeger, qui charge l'ingénieur René-Alfred Chauvot de concrétiser ce projet.
Le 4 mars 1931, René Chauvot dépose auprès du ministère de Commerce et de l'Industrie un brevet pour une « montre susceptible de coulisser dans son support et pouvant se retourner sur elle-même ». Grâce à ce mécanisme, le porteur du garde-temps peut faire pivoter le boîtier à 180 degrés pour protéger son cadran. Le 25 juillet 1931 est signé le contrat par lequel René Chauvot renonce définitivement à ses droits en contrepartie du paiement comptant de 10 000 francs suisses auxquels s'ajoutaient 2,5 francs suisses pour chaque montre vendue avec un boitier de sa conception. L’idée révolutionnaire est baptisée Reverso – du latin « je me retourne ». 
Afin de tenir l'objectif d'une commercialisation avant la fin de 1931, la production des boîtiers est confiée à la maison Wenger. Faute de calibres LeCoultre suffisamment fins pour être utilisés dans ce boitier si particulier, la fourniture des premiers mouvements est temporairement sous-traitée à la société Tavannes Watch Co. Ce n'est qu'à partir du second semestre de 1933 que les montres Reverso embarquent des mouvements fabriquées en interne par la Manufacture LeCoultre. Remarquable pour l'époque, la version "Luxe" de la Reverso disposait dès 1931 d'un verre incassable, en saphir synthétique.
Avec son boîtier rectangulaire sobre aux courbes douces - juste marqué par trois godrons de part et d’autre - qui se prolonge sur les attaches, et avec son cadran simple à deux aiguilles, l’esthétique fonctionnelle de la Reverso est emblématique du style Art Deco qui s’est imposé entre les deux guerres. 

### Développements
Le succès commercial de la Reverso est immédiat et mondial, avec une utilisation qui dépasse rapidement le cadre uniquement sportif, comme en témoigne la commande groupée du maharaja de Karputala pour 50 pièces aux dos gravés à son effigie.
Dès le début des années 1930, la Reverso est proposée en deux tailles, homme et femme. Elle offre des possibilités de personnalisation nouvelles : le dos de la montre devient rapidement l'emplacement de toutes sortes de décorations artistiques : émail, gravure, etc. Les clients peuvent aussi choisir le cadran qui ornera leur Reverso parmi plus d'une dizaine de modèles différents. Si le noir, l’argent et le blanc sont plébiscités, d’autres teintes sont également disponibles sur demande, comme le brun, le bleu et le rouge. Ces modèles colorés deviendront des pièces de collection extrêmement recherchées car rarissimes.
Jusqu'en 1937, les montres Reverso sont majoritairement vendues sous les marques "Reverso", "Jaeger" et "Lecoultre". Toutefois, d'autres marques demanderont l'autorisation ponctuelle d'utiliser le brevet de la Reverso pour compléter leur catalogue. On peut citer notamment Cartier, Hamilton, Favre-Leuba, Vacheron-Constantin ou Patek Philippe.
En 1937, la marque "Jaeger-Lecoultre" est créée afin de concentrer les efforts de commercialisation des produits d'horlogerie de luxe sous une marque unique. Dès lors, la Reverso s'impose comme l'un de ses modèles les plus emblématiques de Jaeger-LeCoultre.
Jusqu'à la Seconde Guerre mondiale, onze calibres différents sont conçus pour la Reverso. Cependant, l'ampleur planétaire et la durée du conflit armé réduit considérablement le commerce du luxe entre 1939 et 1945. À la sortie de la guerre, le modèle connait une désaffection complète. La mode n'est plus aux montres rectangulaires et Art Deco, mais consacre alors les montres rondes et automatiques. Wenger finit par détruire l'outillage industriel de fabrication des boîtiers de la Reverso. Les rares demandes sont réalisées avec le stock restant.
Dans le début des années 50, la Reverso disparait du catalogue de Jaeger-Lecoultre. Cette sortie des collections durera plus d'une vingtaine d'années. 

### La renaissance
Au début des années 1970, le destin de l'industrie horlogère suisse tout entière semble scellé : le succès des montres japonaises et du quartz a relégué les montres mécaniques au rang d'objets désuets. Jaeger-LeCoultre n'est pas en meilleure posture que ses concurrents et la Reverso parait le moins prometteur de tous ses produits.
En 1972 pourtant, Georgio Corvo, le distributeur de Jaeger-LeCoultre en Italie, commande la totalité des Reverso en stock (200 pièces). La manufacture suisse est tellement étonnée qu'elle demande trois fois confirmation de la commande. En dépit du scepticisme de la manufacture, Corvo s'entête à relancer le produit. La plus grande difficulté vient de la disparition de l'ancien fabricant du boîtier et de la perte de certains plans de construction. Plusieurs constructeurs sont pressentis, un seul relève le challenge. Il faut cependant trois ans avant de pouvoir fournir les premiers acheteurs de la nouvelle Reverso.
À partir de 1975, la production de la Reverso redémarre au compte-goutte et le modèle devient un produit très prisé de la jet-set italienne. Le plus important des revendeurs milanais, Fiumi, constitue un livre d'or de toutes les personnalités qui lui achetèrent une Reverso. On y retrouve les noms d'Enzo Ferrari, Giovanni Agnelli, Gianni Versace, etc.
Au début des années 80, l'engouement de la Reverso s'étend désormais au delà du marché italien et la Reverso retrouve une place centrale dans les collections de Jaeger-Lecoultre. Le catalogue dédié à la Reverso de 1984 présente ainsi une gamme large constituée de 25 références différentes de Reverso, qui est désormais disponible en trois tailles, en acier, acier/or ou en or, avec bracelet intégré ou en pécari, équipée d'un mouvement à quartz ou mécanique.
Mais ce succès renaissant de la Reverso reste bridé par un outil industriel insuffisant pour produire de manière fiable ce modèle technique. Les équipes de la manufacture suisse s'affèrent alors à concevoir un nouveau boitier de conception plus moderne, qui sera finalisé en 1985. Intégralement produit par Jaeger-LeCoultre, il offre une bien meilleure étanchéité et marque le début d'un nouveau cycle de développement pour la Reverso. 

### Le temps des succès
En 1991, à l'occasion des 60 ans du modèle, Jaeger-LeCoultre lance sur le marché un modèle « spécial soixantième ». La montre propose un mouvement en or 14 carats, visible à travers le fond en verre saphir, à complications (indicateur de date et de réserve de marche) ainsi qu'un boîtier agrandi (+13 %) qui conserve les proportions du modèle original. Cet événement marque le début d'une exploration large du concept de boîtier réversible avec l'introduction de nombreuses complications dont le développement repose sur une exploitation horlogère de la face arrière du boîtier. Sont notamment lancées en 1993 la Reverso Tourbillon à Indicateur de réserve de marche, en 1994 la Reverso Répétition Minutes et la Reverso Duoface dont le verso affiche l'heure d'un second fuseau horaire, en 1996 la Reverso Chronographe Rétrograde et en 2000 la Reverso à Quantième Perpetuel.
Les années 90 sont également marquées par la réintroduction des miniatures peintes en email sur le verso du boîtier. Alors qu'il avait fortement participé au rayonnement de l'horlogerie suisse dès le XVIIIe siècle, l'art de l'émaillage avait progressivement disparu des manufactures horlogères pendant la deuxième moitié du XXe siècle. En 1992, Miklos Merczel, horloger chez Jaeger-Lecoultre, se passionne pour cet art combinant sensibilité artistique et savoir-faire technique. Après quelques années d'apprentissage en autodidacte, il convainc la Direction de Jaeger-Lecoultre d'ouvrir un atelier dédié, qui deviendra celui des Métiers Rares. En 1996, les premières pièces horlogères issues de cet atelier sont quatre montres Reverso. Sur le verso de chaque boîtier est reproduit une miniature inspirée par les "Quatre Saisons", série de lithographies peintes un siècle plus tôt par le peintre tchécoslovaque Alphonse Mucha.

## Déclinaisons
Aujourd'hui, fort du succès de son modèle phare, Jaeger-LeCoultre a entrepris de le décliner sous de très nombreuses variantes, certaines de très haute horlogerie. La plupart appartiennent à l'horlogerie de luxe, comme la Reverso Gyrotourbillon 2 imaginée par Éric Coudray. Historiquement, la Reverso est une montre mécanique à remontage manuel, mais on trouve désormais des modèles à remontage automatique, ainsi que des versions à quartz (surtout dans les modèles féminins de très petite taille).
Jaeger-LeCoultre prétend au titre de manufacture, elle se doit d'équiper les différents modèles de Reverso de calibres de forme, élaborés et fabriqués par ses soins.

### La gamme actuelle
En 2008, la gamme Reverso se présente ainsi :

#### Modèles Homme
- Classique : calibre 846 (93 pièces[20]), le seul modèle qui reprenne pratiquement les dimensions du modèle d'origine ;
- Grande Taille : calibre 822 (134 pièces) ;
- Duoface : calibre 854 (180 pièces) ;
- Grande Automatique : calibre 970 (233 pièces) ;
- Grande Date : calibre 875 (218 pièces) ;
- Grande Sun Moon : calibre 873 (213 pièces) ;
- Grande GMT : calibre 878 (276 pièces) ;
- Squadra[21] Home Time : calibre 977 (234 pièces) ;
- Squadra Chonograph GMT : calibre 754 (296 pièces) ;
- Squadra World Chonograph : calibre 753 (366 pièces) ;
- Grande Complication à triptyque[22] : calibre 175 (642 pièces) ;
- À éclipses : calibre 849 (123 pièces) ;

#### Modèles Femme
- Dame : calibre 822 ;
- Duetto Duo : calibre 854 ;
- Duetto classique : calibre 865 ;
- Duetto : calibre 844 ;
- Squadra Lady[23] ;
- divers modèles joaillerie ;